# Арчагул
Арчагул (кирг. Арчагүл) — село в Айтматовском районе Таласской области Кыргызстана. Административный центр Шекерского аильного округа. Код СОАТЕ — 41707 215 843 02 0.

## Население
По данным переписи 2009 года, в селе проживало 1472 человека.